# Constant Cornelis Huijsmans
 Constant Cornelis Huijsmans, (gedoopt: Breda, 1 januari 1810 – Den Haag, 28 november 1886), was een Nederlandse tekenleraar en kunstschilder. De schilderstraditie in de familie Huijsmans gaat terug tot het zeventiende-eeuwse Antwerpen van de landschapsschilder Cornelis Huijsmans (1648-1727), wiens werken zich onder meer in het Louvre en in de Hermitage in Sint-Petersburg bevinden. De familienaam wordt vooral in eerdere generaties ook gespeld als Huysmans.

## Biografie
Constant Cornelis Huijsmans was behalve kunstschilder ook directeur van het Tekeninstituut in Breda en leraar aan de Koninklijke Militaire Academie. Hij was de zoon van fijnschilder en drogist Jacobus Carolus Huijsmans en Maria Elisabeth Beens. In 1854 trouwde hij met Ludovica Francisca Kerstens (1823-1855), dochter van een succesvolle Brabantse bierbrouwer. De Franse auteur Joris-Karl Huysmans was zijn neef. Naar aanleiding van het literaire debuut van Joris-Karl Huysmans schreef Huijsmans op 26 december 1874 in een brief aan zijn neef: "A propos, ton nom en hollandais est Joris-Karel Huijsmans. Tu a écrit de l'allemand" ("Overigens, je naam schrijf je in het Nederlands als Joris-Karel Huijsmans. Jij hebt hem in het Duits geschreven").

## Jonge jaren
De jaren tussen 1828 en 1840 in Antwerpen, Parijs en Breda
Constant Huijsmans studeerde aan de Koninklijke Academie voor Schone Kunsten in Antwerpen en aan de École nationale supérieure des beaux-arts in Parijs. Hij ontwikkelde zich tot een bekwaam tekenaar en schilder. Hij specialiseerde zich in romantische landschappen, maar maakte later de overstap naar volkstaferelen en binnenhuisscènes. Verschillende schetsboeken van Huijsmans zijn bewaard gebleven. Er zijn enkele schilderijen uit zijn vroege periode bekend. In 1835 keerde hij terug naar huis, omdat zijn vader blind werd. Als oudste kind uit een gezin van acht kinderen nam hij de taak op zich om voor zijn familie te zorgen en zijn vader op te volgen, die tekenmeester aan het Stadstekeninstituut en de Koninklijke Militaire Academie in Breda was. In 1838 leerde Huijsmans op de Koninklijke Militaire Academie zijn collega (tot 1841) en latere boezemvriend Pieter Johannes Veth (1814-1895), de beroemde geograaf, etnoloog en historicus, kennen. Van de correspondentie tussen Huijsmans en Veth zijn 51 brieven bewaard gebleven.  Huijsmans slaagde erin om naast zijn werkzaamheden als leraar te blijven schilderen en exposeerde zijn landschappen regelmatig op de nationale Tentoonstellingen van Levende Meesters.

## Ontwikkeling van zijn lesmethoden
De jaren tussen 1840 en 1865 in Breda en Tilburg

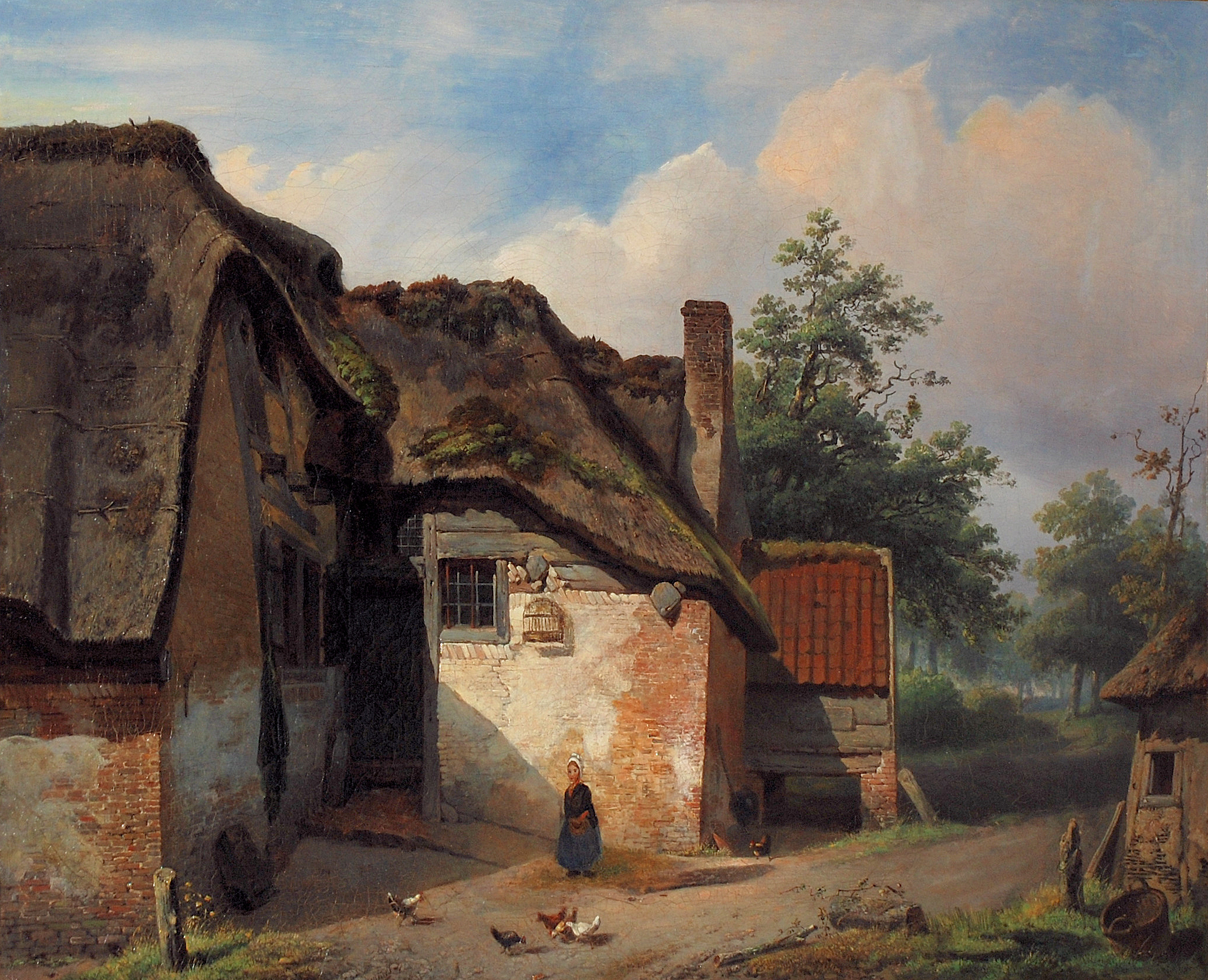
C.C. Huijsmans (1810-1886) Boerderij in Brabants landschap uit 1849.

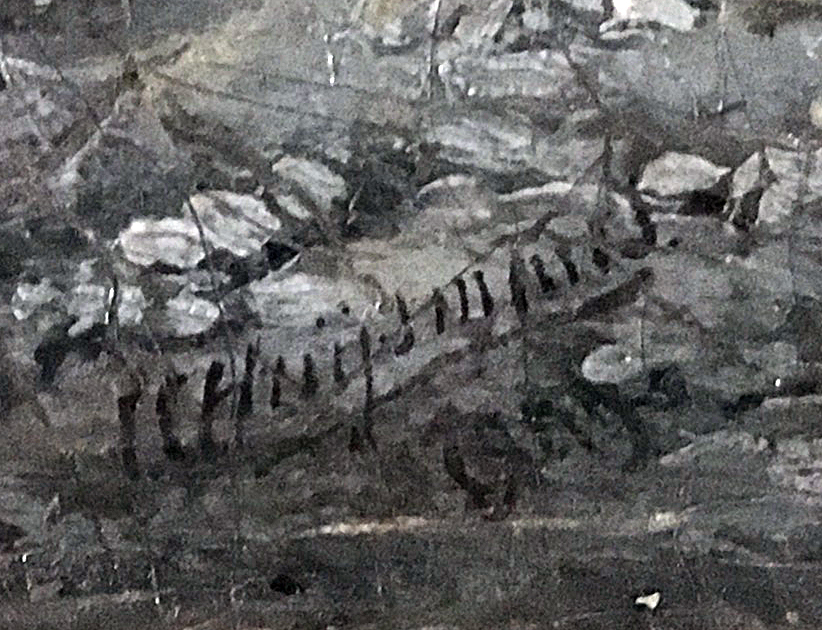
C.C.Huijsmans (1810-1886) signeerde op deze wijze zijn schilderij Boerderij in Brabants landschap uit 1849.

Huijsmans was de eerste die zich in Nederland volledig wijdde aan de professionalisering van het tekenvak. Hij ontwikkelde twee lesmethoden die hij zelf ook gebruikte in zijn klaslokaal. Op dertigjarige leeftijd publiceerde Huijsmans zijn eerste methode Het landschap, dat onmiddellijk een groot succes werd. Vincent van Gogh (“oom Cent”, de oom van Vincent van Gogh) was een van de kunsthandelaren die er op intekende. In 1845 kocht koning Willem II een schilderij van Huijsmans Binnenhuis in Noord-Brabant, dat in datzelfde jaar was geschilderd. Dit leek het begin van succes. Toch besloot Huijsmans in 1851 te stoppen met schilderen en zich volledig te concentreren op het tekenonderwijs. In 1852 ontwikkelde en publiceerde Huijsmans de tweede tekenmethode Grondbeginselen der Teekenkunst, eene theoretische en praktische Handleiding om het teekenen grondig te leeren. De laatste methode behandelde lijn- en figuurtekenen, bedoeld voor beginnende leerlingen. Huijsmans gebruikte deze methodes in zijn eigen lessen, maar instellingen als de Koninklijke Academie in Amsterdam namen zijn aanpak ook over. Hij richtte op het tekeninstituut van de Koninklijke Militaire Academie in Breda nieuwe afdelingen op en bracht in korte tijd de school tot grote bloei. Uiteindelijk zou hij zich ontwikkelen tot een zeer bekwaam tekenpedagoog. Van 1853 tot 1872 publiceerde hij in het tijdschrift De Gids. Tot 1877 schreef hij in diverse tijdschriften recensies over methoden met betrekking tot het tekenonderwijs. Al deze activiteiten leidden ertoe dat hij in 1865 op voorspraak van minister Thorbecke werd benoemd tot tekenmeester aan de nieuwe Rijks-HBS Koning Willem II te Tilburg. Deze positie bracht hem status en waardering. De school werd gehuisvest in het voormalige koninklijke paleis, nu het Paleis-Raadhuis.

## Vincent van Gogh, zijn beroemd geworden leerling
De jaren tussen 1866 en 1879 in Tilburg

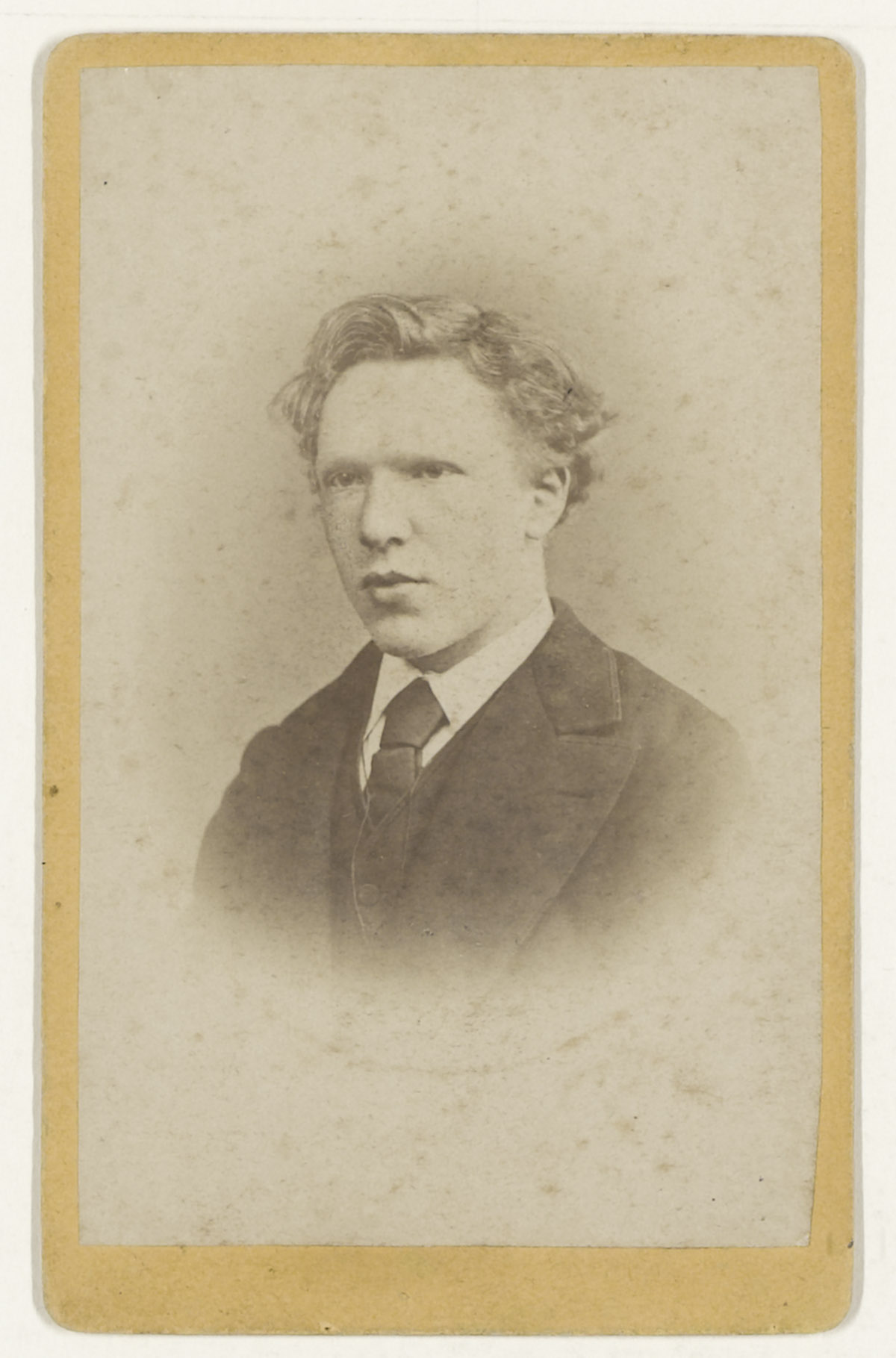
De negentienjarige Vincent van Gogh in 1873.

In de jaren dat Huijsmans tekenleraar was aan de nieuwe Rijks-HBS Koning Willem II in Tilburg was de toen dertienjarige Vincent van Gogh tussen 15 september 1866 tot 19 maart 1868 leerling van de school én van Huijsmans. Van Gogh (1853-1890) had in eerste instantie les gekregen van zijn moeder en ging later naar de dorpsschool in Zundert. In 1864 werd hij naar een kostschool in Zevenbergen gestuurd. Omdat hij hier erg ongelukkig was, besloten zijn ouders in 1866 om hem naar de nieuw opgerichte Koning Willem II HBS in Tilburg te sturen. Hij ging in de kost bij de familie Hannik. Er is een potlood tekening bekend uit deze periode ("Twee mannen met scheppen", 1867), die wordt toegeschreven aan Van Gogh. In maart 1868 keerde Van Gogh onverwachts terug naar huis. Een jaar later, in juli 1869, kreeg Van Gogh zijn eerste baan bij de kunsthandelaar Goupil & Cie in Den Haag, via bemiddeling van zijn oom Cent (Vincent van Gogh, 1820-1888), ook een kunsthandelaar in Den Haag. Huijsmans bleef als tekenleraar verbonden aan de Koning Willem II HBS tot 1877.

## Laatste levensjaren
De jaren tussen 1879 en 1886 in Den Haag
In 1879 verhuisde Huijsmans samen met zijn zuster Oda naar Den Haag, waar hij op 28 november 1886 overleed.

## Bibliotheek
Huijsmans bezat een interessante bibliotheek met werken van o.a. Leonardo da Vinci, de schildersboeken van Giorgio Vasari en Karel van Mander en zes boeken van Jan Luyken, en veel vooral Franse gedichtenbundels. Er zijn zes brieven van hem bewaard gebleven die gericht waren aan de William Shakespeare vertaler Leendert Burgersdijk (1828-1900). Burgersdijk en Huijsmans kenden elkaar van de KMA in Breda en Burgersdijk legde regelmatig Shakespeare vertalingen aan Huijsmans voor ter commentaar.

## Afbeeldingen van werken

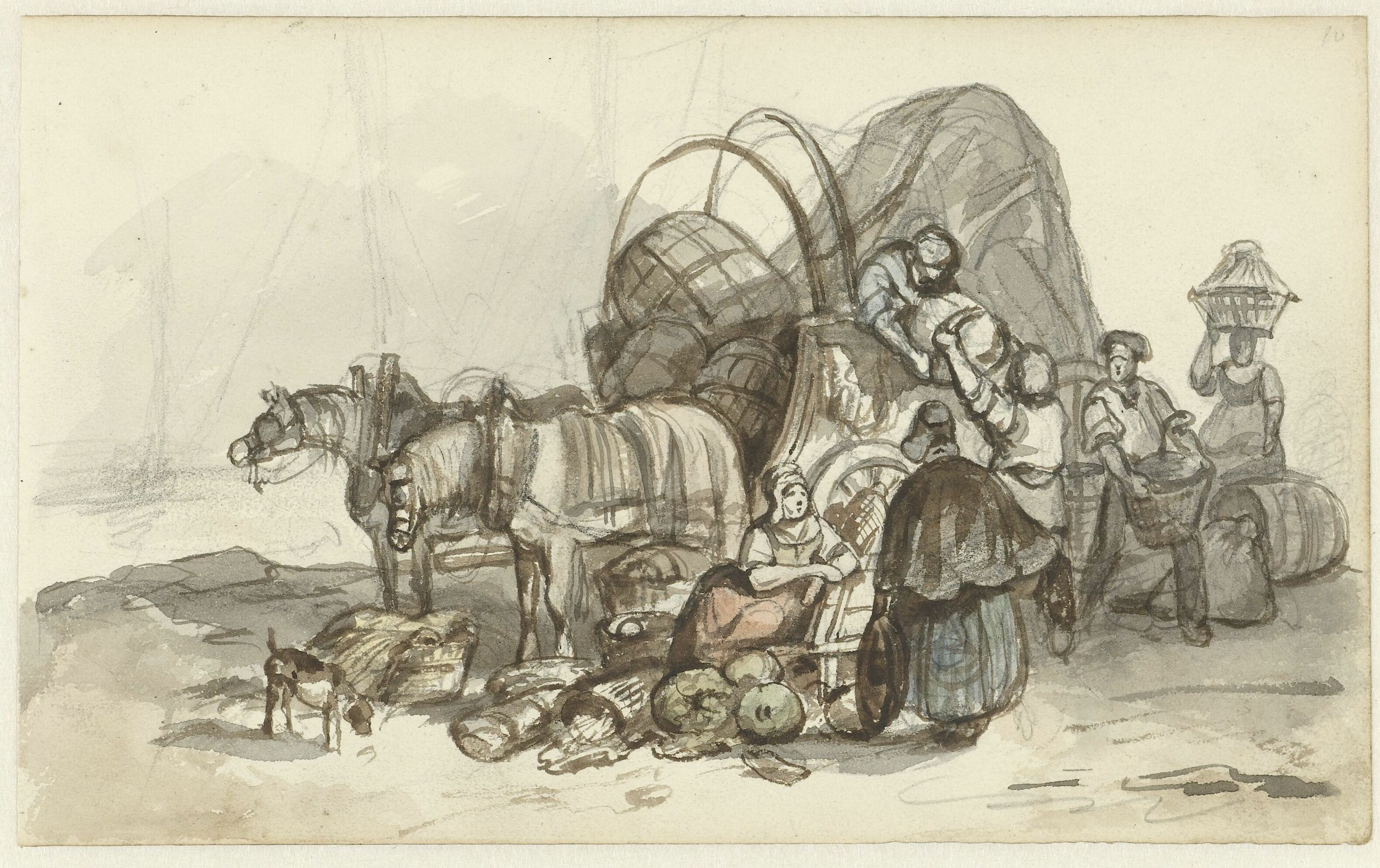
Het uitladen van een wagen, Rijksmuseum Amsterdam.
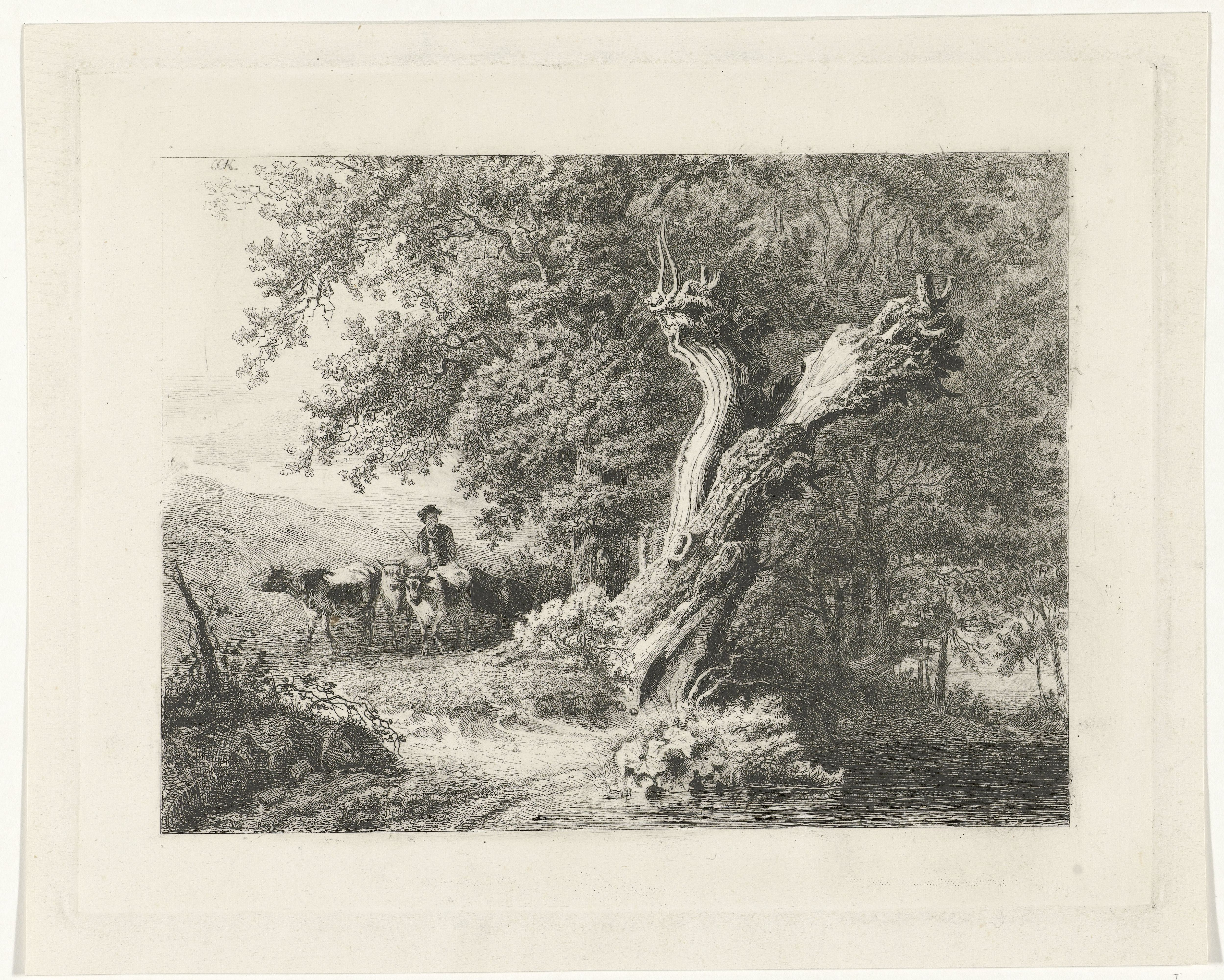
Landschap met kale boom en herder, linksboven gesigneerd door C.C. Huijsmans met zijn initialen C.C.H., Rijksmuseum Amsterdam.
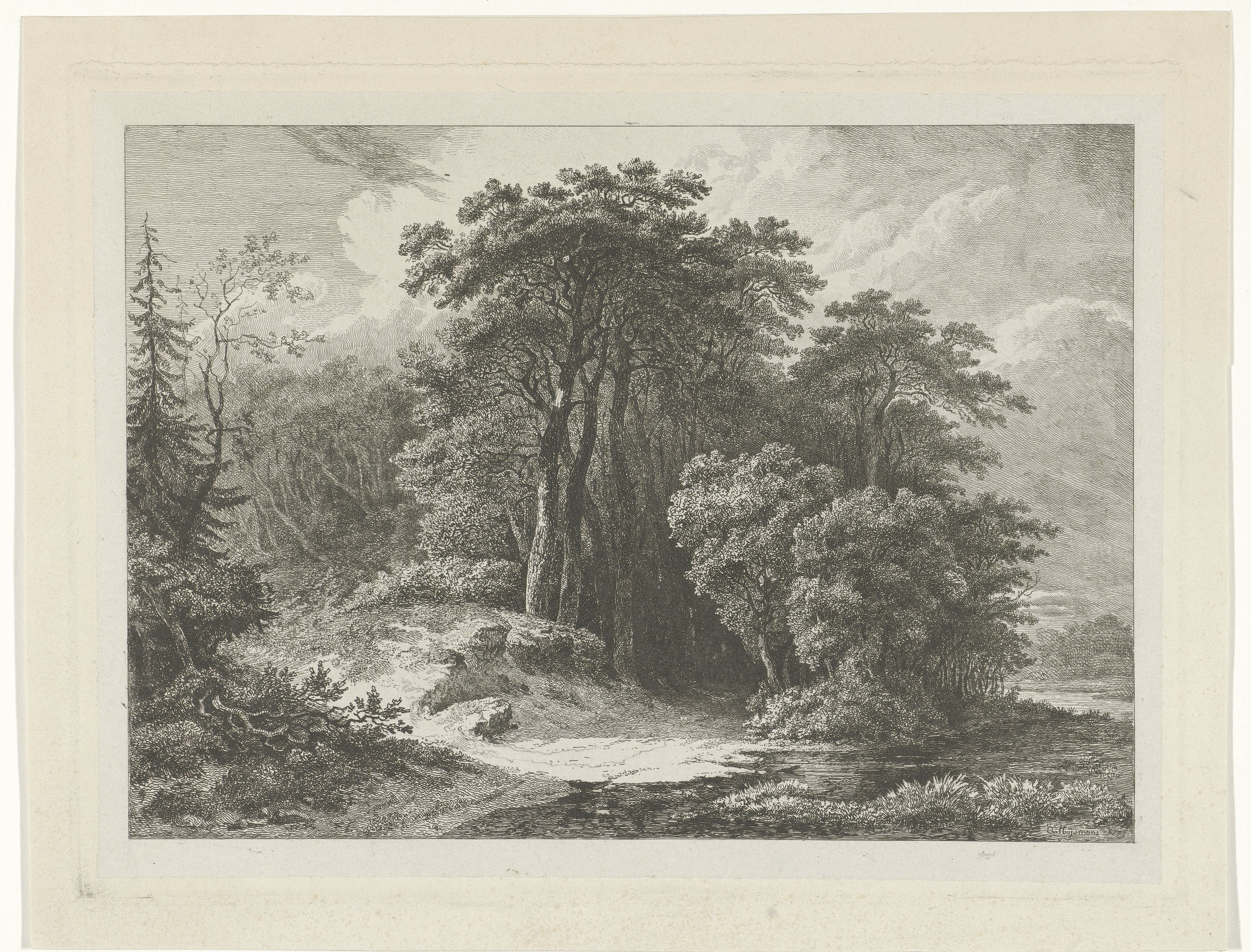
Boslandschap met water, rechtsonder gesigneerd door C.C. Huijsmans, Rijksmuseum Amsterdam.
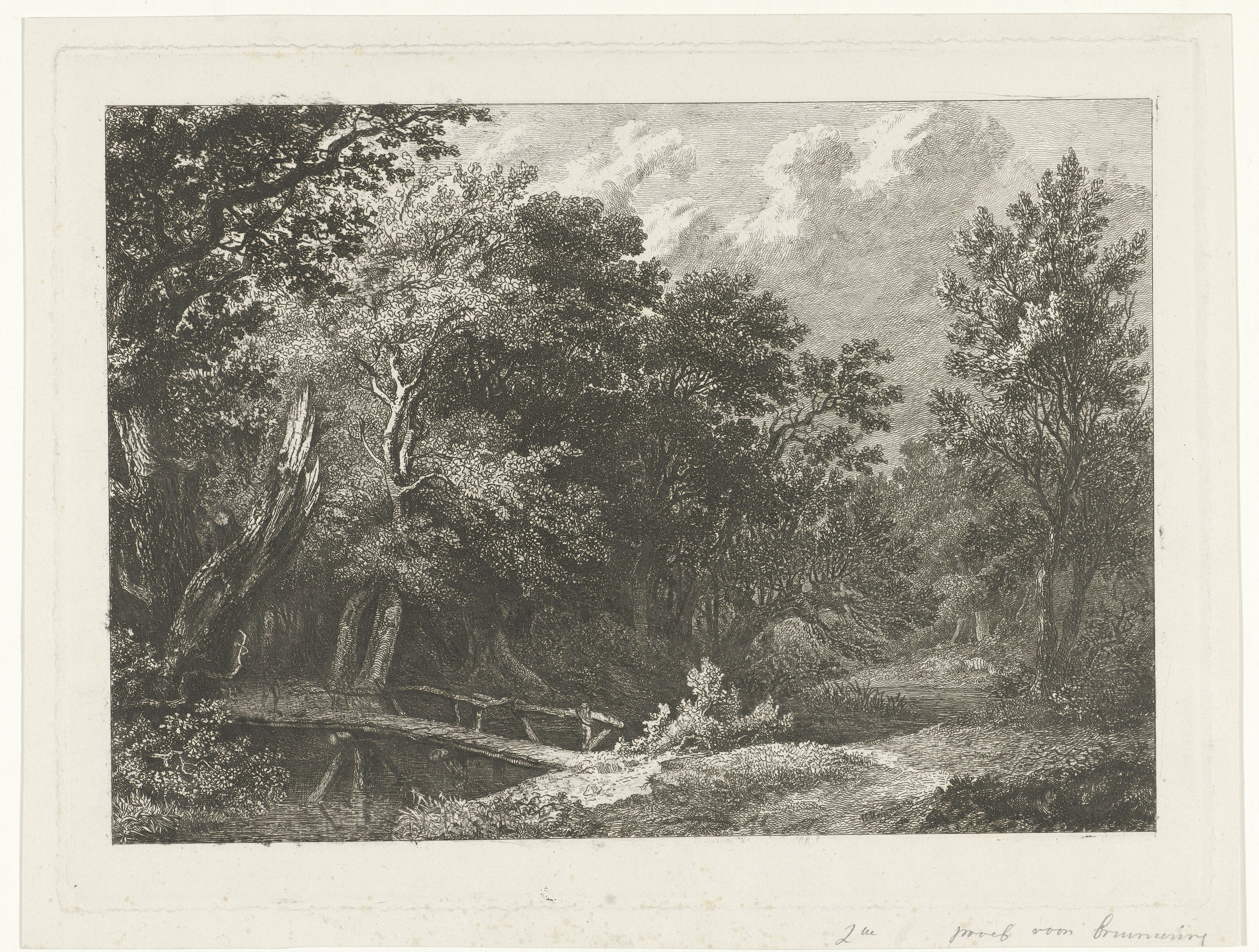
Bosgezicht met houten brug, rechtsonder gesigneerd door C.C. Huijsmans, Rijksmuseum, Amsterdam.

- Bibliothèque nationale de France: cb150707843 (data)
- Biografisch Portaal: 36160108
- Digitale Bibliotheek voor de Nederlandse Letteren: huys014
- Gemeinsame Normdatei: 128846542
- International Standard Name Identifier: 0000 0000 5294 3781
- Library of Congress Control Number: nr2004005502
- Nederlandse Thesaurus van Auteursnamen: 070093555
- RKD-Nederlands Instituut voor Kunstgeschiedenis: 40833
- Système universitaire de documentation: 079083129
- Union List of Artist Names: 500053607
- Virtual International Authority File: 31944645
- WorldCat: E39PBJbRpRjtm3hfWXppf3PYT3